# Sørvágur
Sørvágur (duń. Sørvåg) – wieś na Wyspach Owczych, położona na Vágar, trzeciej co do wielkości wyspie archipelagu. Wedle danych z 1 stycznia 2015 zamieszkuje je 991 mieszkańców. Jest stolicą gminy Sørvágs kommuna zajmującej 84 km² i posiadającej 1071 obywateli.

## Geografia
Wieś leży w zachodniej części wyspy Vágar między fiordem Sørvágsfjørður, a największym jeziorem archipelagu Sørvágsvatn. Najbliższymi osadami są: Bøur i Vatnsoyrar oraz miasto Miðvágur.
Jak w pozostałych częściach Wysp Owczych w Sørvágur panuje klimat umiarkowany, a dokładniej jego chłodna, morska odmiana.

## Informacje ogólne

### Populacja

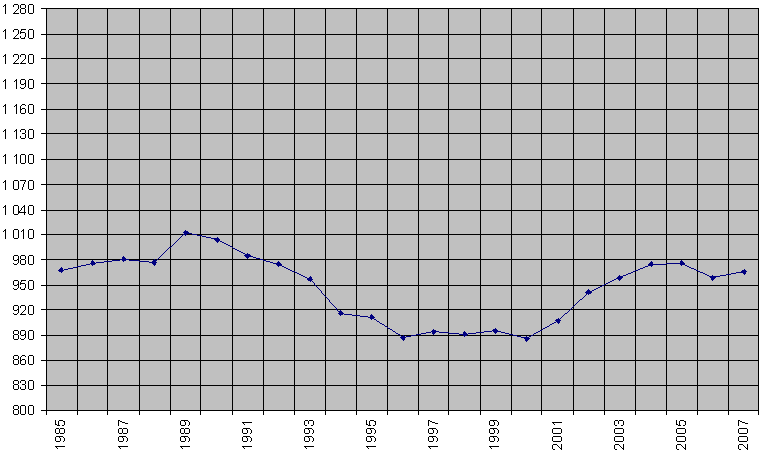
Populacja Sørvágur (1985-2007)

W miejscowości Sørvágur dominuje ludność narodowości farerskiej, wyznania luterańskiego. Pierwsze wzmianki o ludności sięgają XVII-wiecznych kronik, wedle których miasto zamieszkiwać miało około 50 osób. Kolejne dane pochodzą z 1801, kiedy było ich 86, a w 1885 163. Powolny przyrost wiąże się z farerskim prawem, zwyczajowym, zniesionym dopiero w XX wieku, wedle którego ożenić się mógł tylko osobnik posiadający ziemię lub mający dowód sumiennej pracy w majątku jednego z możniejszych ludzi. Wzrost populacji dał się odczuć na końcu lat osiemdziesiątych i początku lat dziewięćdziesiątych XX wieku, kiedy cały archipelag wszedł w fazę rozwoju ekonomicznego. Sytuacja ta uległa znacznemu pogorszeniu w połowie lat dziewięćdziesiątych, kiedy nastąpiło załamanie się gospodarki Wysp. Po interwencji rządu duńskiego ludności znów zaczęło przybywać. Stan ten utrzymuje się do dziś. Apogeum miejscowość uzyskała w roku 1989, kiedy jej populacja wzrosła do 1018 ludzi.

### Transport
Osada Sørvágur posiada jedyne na archipelagu lotnisko, powstałe w czasie II wojny światowej, obecnie posiadające pasażerskie połączenia do Reykjavíku (Air Iceland) oraz Aalborgu, Aberdeen, Billund, Kopenhagi, Lerwick, Londynu i Stavangeru (Atlantic Airways).
Jeśli chodzi o transport wewnątrz archipelagu, miasto organizuje jedyne połączenie wodne z wyspą Mykines, wiosłową łodzią Súlan. Poza tym można tam wynająć helikopter i dolecieć nim niemal w każde miejsce na archipelagu. Ostatnim, możliwym środkiem transportu jest autobus linii 300, który jeździ na trasie Sørvágur – Thorshavn, wykorzystywany jest głównie przez osoby przylatujące na Wyspy samolotem.

### Podział miasta
Miasto Sørvágur dzieli się na trzy, historyczne regiony: Suðurtriðingur, Norðurtriðingur i Úttriðingur, powstałe prawdopodobnie na terenach należących kiedyś do trzech gospodarstw. Prócz podziału historycznego istnieje także siedem, administracyjnych części osady: Úti á Bakka, Úti á Lið, Úti á Toft, Í Bygdini, Á Kelduni Á Fossi, Úti á Stongum, Uppi á Kvíggj oraz Uppi á Mýrum. Są to tak zwane býlingar, czyli po polsku dzielnice.

### Sport

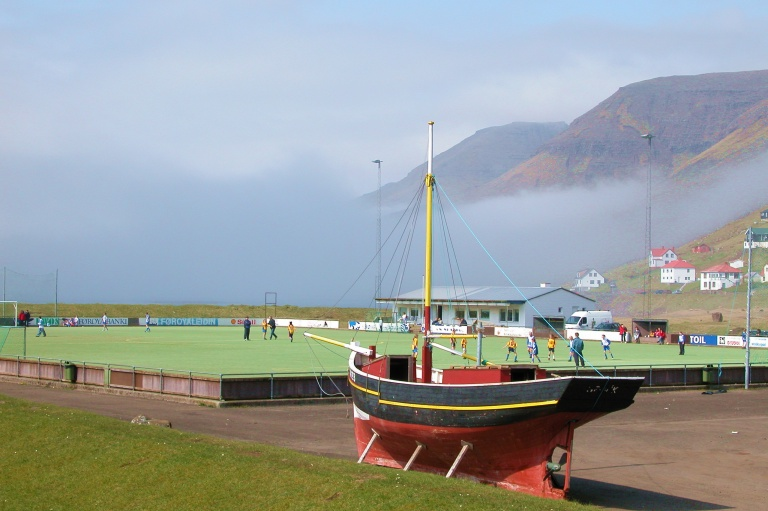
Stadion SÍ Sørvágur

Miasto nie oferuje wielu atrakcji dla osób przyjezdnych, jest tutaj natomiast kilka zespołów uprawiających amatorsko niektóre dziedziny sportu, między innymi jest to klub piłkarsko-siatkarski SÍ Sørvágur, grający, jeśli chodzi o pierwszą dziedzinę sportu, w drugiej lidze Wysp Owczych.
W Sørvágur mieści się też siedziba Sørvágs Róðrarfelag, klubu zajmującego się drugim sportem narodowym w kraju, wioślarstwem.
Jeszcze w latach 60. XX wieku w miejscowości istniało zrzeszenie szachistów zwane Rókur, postanowiono je jednak rozwiązać.

## Historia
Pierwsza osada powstała na północ od dzisiejszej, nad rzeką Hanusará, nie została jednak opisana w najstarszym dziele o Wyspach – Faeringa Sadze, podobnie jak cała wyspa Vágar, przypuszczano więc, że powstała około XV/XVI wieku. Przełomowego odkrycia dokonano w trakcie budowy szkoły (1957), kiedy natrafiono na szczątki bardzo starych budynków. Archeolodzy ustalili, że została ona założona na przełomie IX oraz X wieku. Dziś jest to jeden z kilku dowodów na to, że około IX wieku teren archipelagu zajęli wikingowie.
Pomiędzy latami 1200 a 1400 część ludności przeszła w żyźniejsze i bardziej korzystne klimatycznie tereny leżące na południe, między rzekami Stórá i Kirkjuá.
Pierwszym, pisanym świadectwem na istnienie osady jest opis z 1584, mówiący, że w nowej osadzie znajdują się trzy gospodarstwa, zamieszkiwane przez trzy rodziny. Mogłoby to tłumaczyć fakt, że dziś miasto dzieli się na tyle właśnie części.
Całe terytorium osady od XV wieku, aż do roku 1665 mieli w swoim posiadaniu Benkenstockowie, norweska rodzina szlachecka, zostało ono jednak wykupione przez Severina Fohrmana, który z powrotem odsprzedał ją mieszkańcom. W XVII wieku miało miejsce także kolejne, ważne wydarzenie dla osady, jej pierwotna część wyludniła się zupełnie i zaczęła ulegać zapomnieniu.

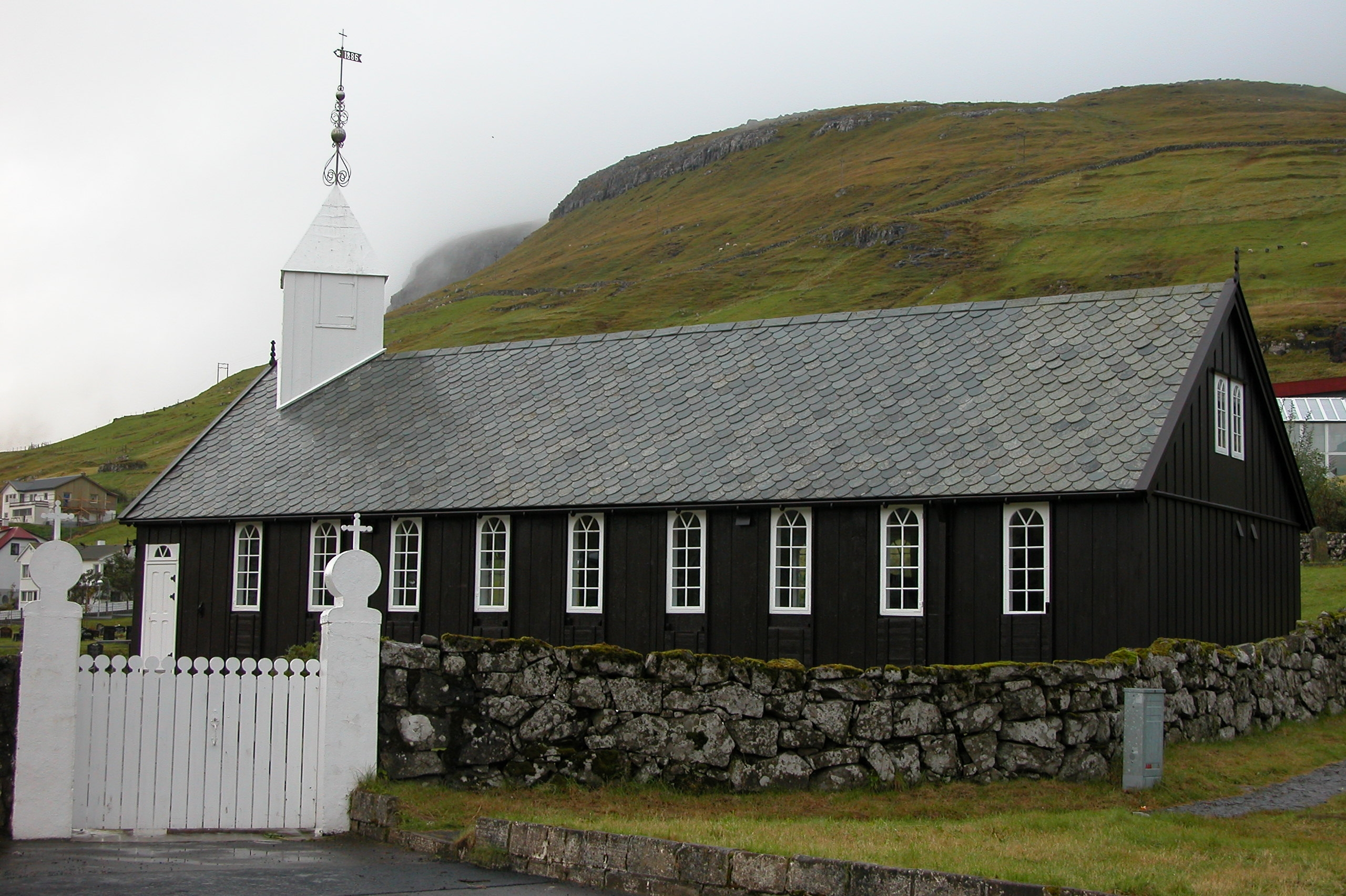
Kościół Sørvágur

W XIX wieku pojawił się w osadzie pierwszy na Wyspach człowiek, który posiadał własną, rybacką łódź bez konieczności bycia właścicielem ziemskim, co do owego czasu było niemożliwe. Człowiek ów zwał się Gamli Dávur. Kolejnym, ważnym wydarzeniem dla osady była budowa w 1886 kościoła, który utrzymał się do dziś (wcześniejsze były niszczone przez siły natury).
W czasie II wojny światowej Sørvágur było jednym z najbardziej strzeżonych obszarów archipelagu, nawet mieszkańcy musieli posiadać specjalne przepustki. Działo się to z powodu lotniska, założonego przez aliantów, a także stacjonujących wodnosamolotów na jeziorze Sørvágsvatn. Brytyjczycy zbudowali w mieście także port oraz kilka mostów. Zamieszkiwali dzielnicę Uppi á Mýrum.
W osadzie jest muzeum opisujące jej losy – Sørvágs Bygdasavn.